# Vassili Floug
Vassili Egorovitvh Floug (en russe : Флуг, Василий Егорович), (1860 - 1955), est un général de l’armée impériale russe.

## Biographie
Après ses études à l'École militaire d'état-major Nicolas il sert dans le 7e régiment d'artillerie à cheval et participe à la répression européenne lors de la révolte des Boxers. Il prend part à la guerre russo-japonaise de 1904-1905. En janvier 1913, il est le commandant du district militaire du Turkestan.

### Première Guerre mondiale
Après la bataille de Tannenberg, il devint commandant de la 10e armée russe. Il dut participer à la recréation des 13e et 15e corps d'armée en octobre 1914, puis en juillet 1915 commandant du 2e corps d'armée. Il participait à l'offensive Broussilov de 1916 dans la 7e armée russe.

### Guerre civile
Lors de la guerre civile russe il s'engage dans l'Armée des volontaires. Il émigre en 1922 en Yougoslavie et meurt aux États-Unis en 1955.